# Krajobraz z Cefalusem i Prokris
Krajobraz z Cefalusem i Prokris – obraz olejny francuskiego malarza Claude’a Lorraina
Temat obrazu został zaczerpnięty z poematu Owidiusza, w którym opowiada o sile miłości i zazdrości dwojga kochanków, świeżo zaślubionych małżonków Kefalosa, syna boga Hermesa i Prokris, córki króla Aten. Zobrazowany epizod nie pochodzi z poematu.

## Opis obrazu
Historia Prokris i Cefalusa była dla Lorraina jedynie pretekstem do namalowania kolejnego pejzażu wzorowanego na bliskiej Rzymu Kampanii. Artysta nie trzymał się ściśle treści mitu. Kochankowie, ukazani po prawej stronie stoją naprzeciw siebie. Pomiędzy nimi stoi bogini Diana, która stara się ich pogodzić po rozłące. U ich stóp stoi pies – podarunek Diany. Z prawej strony w tle znajduje się czwarta, niezidentyfikowana osoba, która trzyma drugi z podarunków, włócznię. Większą część obrazu stanowi krajobraz z widocznymi antycznymi ruinami na horyzoncie.